# 1088年
| 千纪： | 2千纪 |
| 世纪： | 10世纪 \| 11世纪 \| 12世纪                                                                                 |
| 年代： | 1050年代 \| 1060年代 \| 1070年代 \| 1080年代 \| 1090年代 \| 1100年代 \| 1110年代                           |
| 年份： | 1083年 \| 1084年 \| 1085年 \| 1086年 \| 1087年 \| 1088年 \| 1089年 \| 1090年 \| 1091年 \| 1092年 \| 1093年 |
| 纪年： | 戊辰年（龙年）；辽大安四年；北宋元祐三年；西夏天儀治平二年；大理建安六年；越南廣祐四年；日本寬治二年       |

## 大事记

### 欧洲
- 1088年叛乱：一场由巴约的厄德领导反对英格兰的威廉二世的叛乱。
- 大学建校，是歐洲歷史最悠久的大學。

## 逝世
- 韓絳，字子華，宋朝宰相。
- 郭逵，字仲通，宋朝名將。
- 楊繪，字元素，宋朝翰林學士、御史中丞。
- 趙頵，宋朝第五代皇帝宋英宗趙曙的第四子。